# Scotinella sculleni
Scotinella sculleni là một loài nhện trong họ Phrurolithidae.
Loài này thuộc chi Scotinella. Scotinella sculleni được Willis J. Gertsch miêu tả năm 1941.